# Herbita reducta
Herbita reducta är en fjärilsart som beskrevs av William Schaus 1923. Herbita reducta ingår i släktet Herbita och familjen mätare. Inga underarter finns listade i Catalogue of Life.